# Bothrochilus
Bothrochilus is een geslacht van slangen uit de familie pythons (Pythonidae).

## Naam en indeling
De wetenschappelijke naam van de groep werd voor het eerst voorgesteld door Leopold Fitzinger in 1843. Er zijn zeven soorten, inclusief twee soorten die pas in 2014 voor het eerst zijn beschreven. Alle soorten die tot dit geslacht behoren, op de dwergpython na, behoorden eerder tot het niet meer erkende geslacht Leiopython.

### Soorten
Het geslacht omvat de volgende soorten, met de auteur en het verspreidingsgebied.
| Naam                           | Auteur               | Verspreidingsgebied                       |
| ------------------------------ | -------------------- | ----------------------------------------- |
| Bothrochilus albertisii        | Peters & Doria, 1878 | Australië, Indonesië, Papoea-Nieuw-Guinea |
| Bothrochilus biakensis         | Schleip, 2008        | Indonesië (Biak)                          |
| Dwergpython (Bothrochilus boa) | Schlegel, 1837       | Bismarck-archipel, Nieuw-Guinea           |
| Bothrochilus fredparkeri       | Schleip, 2008        | Papoea-Nieuw-Guinea                       |
| Bothrochilus huonensis         | Schleip, 2008        | Papoea-Nieuw-Guinea                       |
| Bothrochilus meridionalis      | Schleip, 2014        | Papoea-Nieuw-Guinea                       |
| Bothrochilus montanus          | Schleip, 2014        | Papoea-Nieuw-Guinea                       |

## Verspreiding en habitat
Alle soorten komen voor in delen van Zuidoost-Azië en leven in de landen Australië, Indonesië, Papoea-Nieuw-Guinea. Vier soorten zijn endemisch in Papoea-Nieuw-Guinea.
De habitat bestaat uit zowel vochtige als drogere tropische en subtropische bossen, tropische en subtropisch scrubland, graslanden en moerassen.

## Beschermingsstatus
Door de internationale natuurbeschermingsorganisatie IUCN is aan alle soorten een beschermingsstatus toegewezen. Drie soorten worden gezien als 'veilig' (Least Concern of LC), twee soorten als 'kwetsbaar' (Vulnerable of VU) en twee soorten als 'onzeker' (Data Deficient of DD).